# Ginásio Andebol de Portalegre
A escritura do Ginásio Andebol Portalegre (GAP) foi feita em 09 de Abril de 2003, tendo iniciado a sua actividade a 28 de Abril de 2003.
Os Primeiros Corpos Sociais do GAP foram eleitos em Assembleia Geral de 20 de Maio de 2003.
A apresentação oficial do clube efectuou-se a 23 de Junho de 2003 no bar Álamo,em Portalegre, estando presentes diversas entidades como o Governador Civil e o Presidente da Câmara, bem como antigos e jovens atletas e diversos órgãos da comunicação social.
Apesar da sua curta existência, o GAP, é já hoje o clube de andebol do distrito com mais atletas inscritos, maior número de equipas e de títulos, maior número de participações em campeonatos e torneios regionais, inter-regionais e nacionais, tendo sido distinguido pelo Instituto do Desporto de Portugal com a atribuição do Troféu “Reconhecer o Mérito”. Recebeu também o Prémio Reconhecimento atribuído pela Rádio Portalegre.
O Ginásio Andebol Portalegre desenvolve a sua actividade em duas vertentes: Desporto Rendimento e Recreação
Em relação à primeira dinamiza a modalidade de Andebol. Na presente época o GAP tem equipas inscritas na Federação de Andebol de Portugal nos seguintes escalões e competições:
•	Bambis e Minis – Concentrações Distritais nos vários concelhos do distrito;
•	Infantis Masculinos – Campeonato Nacional da 2.ª Divisão;
•	Iniciados Masculinos - Campeonato Nacional da 2.ª Divisão;
•	Juvenis Masculinos - Campeonato Nacional da 2.ª Divisão;
•	Seniores Masculinos - Campeonato Nacional da 3.ª Divisão;
•	Juniores Femininos – Campeonato Regional.
A equipa de Iniciados subiu à 1ª Divisão Nacional.
O GAP começou na época 2006/07 a disputar diversas provas de andebol de praia, variante inédita no nosso distrito. No Verão de 2008 disputou o circuito de Andebol de Praia organizado pela Associação de Andebol de Leiria com duas equipas de seniores, participando nas jornadas das Praias de Pedrogão e S. Pedro de Moel. Participou ainda com equipas de iniciados masculinos, juvenis masculinos, juvenis femininos e seniores femininos, no Torneio de Andebol de Praia de Espinho, tendo conquistado entre dezenas de equipas o Prémio Fair-play.
Em relação à Recreação tem desenvolvido a sua actividade através de duas classes de Ginástica que funcionam no Pavilhão da Escola Cristóvão Falcão, em horário pós-laboral, para sócios do Clube. 
Participam ainda na organização de provas em colaboração com diversas entidades, das quais se destacam:
•	A “Escalada à Serra de Portalegre”, em atletismo, (normalmente em Março);
•	A “ Milha de Portalegre” (em Maio), em atletismo;
•	O “Torneio de Voleibol de 3 em relva”, no Jardim do Tarro, em Julho;
•	Convívio de canoagem na Barragem da Apartadura, em Junho